# (162173) Ryugu
Cet article concerne l'astéroïde. Pour le palais mythique japonais, voir Ryūgū-jō.
(162173) Ryugu est un astéroïde Apollon de type C potentiellement dangereux découvert en 1999 par le projet LINEAR et provisoirement désigné 1999 JU3. En 2018, on lui a découvert une activité cométaire.

## Découverte, désignation et nom
Ryugu a été découvert le 10 mai 1999 par les astronomes grâce au Lincoln Near-Earth Asteroid Research, au Lincoln Laboratory's Experimental Test Site, près de Socorro, au Nouveau-Mexique (États-Unis). Il a alors reçu la désignation provisoire 1999 JU3.
L'astéroïde a été officiellement baptisé Ryugu par le Centre des planètes mineures le 28 septembre 2015 dans la Minor Planet Circulars no 95804. Ce nom fait référence au Ryūgū-jō (le palais du dragon) qui, dans la mythologie japonaise, est le palais sous-marin de Ryūjin, le dieu dragon de la mer. Dans l'histoire, le pêcheur Urashima Tarō voyage jusqu'à ce palais sur le dos d'une tortue et, lors de son retour, rapporte avec lui une mystérieuse boîte, rappelant donc la mission Hayabusa 2 revenant avec les échantillons de l'astéroïde,.

## Caractéristiques
L'astéroïde est une sphère grossière d'un diamètre d'environ 875 mètres (à 15 mètres près), mais sa forme est plutôt celle d'une toupie voire d'un diamant.
Sa période de rotation est de 7,63 heures. Son albédo est faible : 0,047.

## Géographie et géologie
Ryugu est couvert de nombreux rochers. Le plus gros d'entre eux est surnommé Otohime, d'après Otohime, princesse du palais Ryūgū-jō dans la légende japonaise de Urashima Tarō.
Le méridien origine est défini par le rocher Catafo Saxum.

## Exploration

### Choix du site d'atterrissage
Après une première sélection parmi 10 sites potentiels, le CNES et la DLR (agence spatiale allemande) déterminent un site d'atterrissage principal, nommé MA-9, dans l'hémisphère sud de l'astéroïde, ainsi que deux sites de secours,.

### Déroulement de l'exploration
(162173) Ryugu est la destination de la sonde spatiale japonaise Hayabusa 2, qui doit en prélever des échantillons. Elle se met en orbite le 27 juin 2018.
Le 20 juillet 2018 elle s'en approche à moins de 6 km. Les photographies révèlent une surface constellée de nombreux petits rochers, rendant difficile le choix d'un lieu d’atterrissage pour les robots d'exploration qui seront largués par la sonde en octobre 2018,.
Le 21 septembre, les premières images haute résolution de la surface de l'astéroïde sont prises par la camera ONC-T (Optical Navigation Camera - Telescopic) à l'occasion de la descente d'Hayabusa 2 pour le largage de la sonde MINERVA-II-1.
Le 22 septembre, deux micro-robots japonais MINERVA-II-1 et 2 atterrissent sur Ryugu. C'est la première fois que des rovers se posent sur un astéroïde.
Le robot franco-allemand Mascot (Mobile Asteroid Surface Scout) les rejoint le 3 octobre 2018,,.

### Jeu concours
À l'occasion de la mission Hayabusa 2, les agences spatiales organisent un jeu concours à l'intention des enfants en France, en Allemagne et au Japon. Ils doivent dessiner l'astéroïde dans l'une des trois catégories au choix : réalisme, humour et créativité.
Les gagnants sont désignés pour la France le 16 mai 2018.

## Résultats de la mission Hayabusa 2
Les premières observations optiques de Ryugu par la sonde spatiale Hayabusa 2 débutent en juin 2018 mais les premiers résultats scientifiques sont communiqués en mars 2019. Ryugu a la forme d'une toupie avec un épais bourrelet au niveau de l'équateur. La circonférence en passant par l'équateur est de 1 004 mètres alors qu'elle n'est que de 875 mètres en passant par les pôles (dans les deux cas à 4 mètres près).
L'astéroïde est en rotation rétrograde avec une période de 7,63 heures. L'axe de rotation est pratiquement perpendiculaire au plan orbital avec une inclinaison orbitale de 171,6 degrés. Son volume est de 0,377 km3 et sa densité est de 1,19. En partant de l'hypothèse qu'il est composé de chondrites carbonées — ce que semblent confirmer les images acquises par la caméra de MASCOT —, de densité minimale 2,42, sa porosité est de 50 %. C'est un des objets les plus sombres jamais observés dans le système solaire (albédo compris entre 1,4 et 1,8 %). La surface est recouverte de rochers (2 fois plus que Itokawa), dans des proportions qui ont étonné l'équipe scientifique. Le plus important, baptisé Otohime, fait 160 mètres dans sa plus grande longueur.
Aucun satellite n'a pu être observé. La forme très symétrique de Ryugu (vu du pole il est presque parfaitement circulaire), pourrait être expliquée si l'astéroïde tournait plus rapidement dans le passé. Les cratères observables sur le bourrelet équatorial impliquent que cette formation est ancienne mais elle l'est moins que les zones situées aux latitudes intermédiaires. On dénombre à la surface de Ryugu une trentaine de dépressions circulaires de plus de 20 mètres de diamètre mais près de la moitié ne sont pas entourées d'un rebord et pourraient résulter de l'effondrement de la surface ou de l'éjection de celle-ci par les forces centrifuges.
Comme tous les astéroïdes de cette taille circulant sur une orbite de quasi collision avec la Terre, Ryugu n'est pas très âgé à l'échelle géologique. Ce type d’astéroïde est le fragment d'un astéroïde plus gros circulant dans la ceinture d'astéroïdes qui a éclaté à la suite d'une collision. L'orbite de Ryugu soumis à la fois à l'effet Yarkovsky et à l'effet YORP s'est progressivement rapprochée de celle des planètes internes. En étudiant les spectres des roches de Ryugu, les scientifiques japonais ont tenté de déterminer l'astéroïde parent. Les candidats les plus proches sont (142) Polana et (495) Eulalie mais les spectres sont légèrement différents. L'albédo particulièrement bas a surpris les scientifiques qui s'attendaient à une valeur comprise entre 3 et 4%. Aucune météorite identifiée sur Terre n'a un albédo aussi bas. La composition des roches à la surface de Ryugu semble très homogène. Tous les spectres montrent une petite quantité d'hydroxyde probablement présent dans un minéral argileux riche en magnésium. Cette composition indique que les matériaux présents ont interagi par le passé avec de l'eau. Cette composition et l'apparence (albédo) semblent indiquer que les roches qui forment Ryugu sont issues des couches internes d'un astéroïde de grande taille qui auraient subi une métamorphose thermique tout en étant infiltré par l'eau. Pour que ce processus se déclenche il fallait que cet astéroïde fasse quelques centaines de kilomètres de diamètre. Le réchauffement très important peut résulter soit de la décomposition radioactive de l'aluminium 26, soit d'un impact violent avec un autre astéroïde.
Au total, la sonde Hayabusa 2 a ramené sur Terre 5,4 g de poudre et de particules de roches de l'astéroïde Ryugu, dont 95 mg ont été analysés en 2022 par une équipe internationale (concentration de 66 éléments chimiques et composition isotopique de l'oxygène, du chrome et du titane). Ces matériaux sont très voisins de ceux des chondrites carbonées de type Ivuna, qui font partie des météorites les plus primitives (et les plus rares) des collections mondiales. Ils sont constitués de minéraux secondaires formés par altération aqueuse des minéraux primaires à basses température et pression (37 ± 10 °C, 0,06 atm) environ 5 Ma après la naissance du Système solaire. Ils n'ont par la suite jamais été chauffés à plus de 100 °C,. Treize acides aminés et quatre amines aliphatiques ont été identifiés avec certitude (et leurs concentrations mesurées), et la présence de cinq autres acides aminés suspectée. Certains des grains ramenés par Hayabusa 2, sans doute d'origine interstellaire, contiennent de grandes molécules (au moins 50 atomes de carbone) d'hydrocarbures aromatiques polycycliques,.